# Королевский тун
Королевский тун или Центральная община (англ. Royal tun; лат. Villa regales, Villa regia) — в ранний период англосаксонского владычества королевские туны считались административными центрами провинций или похожими, но меньшими по размеру угодьями (англ. Multiple estate), на которые провинции постепенно разделились к VIII веку.
Следует различать королевский тун и тун общинный. В большинстве своём туны являли собой основу общественно-экономического строя англосаксов и состояли из одного или нескольких селений. Туны были поделены на земельные участки — гайды, принадлежащие членам крестьянской общины — керлам. Королевские туны считались собственностью короля и располагались в центрах провинций.  Во время визита королевской семьи, каждое такое поселение становилось резиденцией, где устраивались пиры, выплачивалась продуктовая рента, выслушивались прошения землевладельцев.
В период Раннего средневековья на Британских островах была слабо развита система торговых путей, вследствие чего хозяева удалённого жилья нередко оставались без поддержки извне. По этой причине короли и их окружение были вынуждены вести полукочевой образ жизни, перемещаясь из провинции в провинцию и останавливаясь в специально отведённых для этих целей поселениях, в которых подданные обеспечивали их всем необходимым.
Примерами англосаксонских королевских тунов служат каменные строения в Нортгемптоне, Ипсуиче, Риндлшэме и ряде других мест. Эти поселения, датируемые VII-VIII вв., послужили основой для развития будущих королевских центров. Крупнейшей же королевской резиденцией ранних англосаксов считается Иверинг (англ. Yeavering), в северном Нортумберленде, обнаруженный на месте раскопок в 1950-х гг.